# Club Sport Dos de Mayo
El Sport Dos de Mayo es un club de fútbol peruano, oriundo de la ciudad de Tarma en el Departamento de Junín. Fue fundado en 1919 y actualmente participa en la Copa Perú.
El Dos de Mayo es uno de los clubes más importantes de Tarma, habitual animador de la etapa departamental de la Copa Perú.
Sus rival tradicional es Asociación Deportiva Tarma, por ser el otro equipo histórico de la ciudad, equipo con quien disputa el Clásico Tarmeño.

## Historia

### Fundación
El 23 de febrero de 1919 un grupo de jóvenes del barrio de “Callancha” en la ciudad de Tarma fundaron el Club Sport Dos de Mayo. Fue fundado en la casa de don Amaro Lira siendo elegido como primer presidente César Parra. 

### Campañas en Copa Perú
En la Copa Perú 2002 fue campeón departamental pasando a la Etapa Regional donde finalizó en primer lugar de la Región V empatado con el León de Huánuco. En el desempate, jugado en el Estadio Municipal de Chorrillos, Lima, igualó 1-1 ante León siendo eliminado luego por penales por 5-4.
En 2004 llegó hasta la liguilla final de la Etapa Departamental de Junín donde fue eliminado en la última fecha luego de perder por 1-0 ante Santa Rita de Morococha.
En la Liga Distrital de Tarma de 2010 Sport Dos de Mayo y Asociación Deportiva Tarma llegaban a la fecha final con puntaje perfecto, y ambos ya clasificados a la etapa provincial de la Copa Perú, como representantes tarmeños. Cuando se pensaba que el título se terminaría definiendo en un partido a mitad semana, apareció Israel Guzmán para anotar el tanto triunfal, que le brinda luego de cuatro años el título distrital al Sport Dos de Mayo. Tras superar la Etapa Provincial logró el Campeonato Departamental de Junín venciendo en partido extra y por penales a Asociación Deportiva Tarma. Pero fue eliminado en la Regional de la Copa Perú 2010 por Bella Durmiente de Tingo María.
En la Copa Perú 2013, se clasificó como subcampeón de la Etapa Distrital de Tarma, luego de que el campeonato se decidiera en la última fecha, con el encuentro entre la Asociación Deportiva Tarma y el Sport Dos de Mayo. Ambas escuadras llegaban a este partido con la posibilidad de campeonar, el 'A.D.T.' tenía 24 puntos, mientras que el 'Dos' ostentaba 21. Tras los 90 minutos del vibrante encuentro, el partido terminó empatado, dándole así el campeonato a su eterno rival. Para la Etapa Provincial, luego de los partidos eliminatorios, se llegó a un cuadrangular final juntamente con la Asociación Deportiva Tarma, el Club Unión Juventud Carhuacatac y Santa Cruz de Shacamarca de Palcamayo. Durante esta etapa, clasificatoria para la Departamental, se proclamó campeón invicto 'Carhuacatac' y el Sub - campeonato quedaría pendiente, luego de que en el partido de la última fecha las 'cebras' terminaran nuevamente con igualdad en el marcador (1-1) frente al 'A.D.T.'. Este resultado llevó a un nuevo Clásico Tarmeño (el tercero del año) que fue definido en tanda de penales a favor de Dos de Mayo. En la Etapa Departamental fue eliminado en la primera fase por Papa Palias de Chupaca.
Llegó a la Etapa Departamental de Junín en 2015 donde se quedó a un paso del cuadrangular final luego de terminar tercero en el grupo A de la tercera fase detrás de Trilce y Unión Pichanaki. En 2018 fue eliminado en la segunda fase de la Etapa Departamental por AD Huamantanga de Apata tras perder 1-0 como local y empatar 1-1 de visitante. En 2023 y 2024 llegó nuevamente hasta la Etapa Departamental pero en ambas ocasiones no pudo superar la fase de grupos de la primera fase.

## Uniforme
- Uniforme titular: Camiseta de rayas negras y blancas, pantalón negro, medias blancas.
- Uniforme alternativo: Camiseta blanca, pantalón blanco, medias negras.

## Rivalidades
El club tiene como rival principal a la Asociación Deportiva Tarma, equipo con quien disputa el Clásico Tarmeño. Ambos dividen la mayor parte de preferencias entre la población de la Perla de los Andes.

## Sede
El club cuenta con su local propio ubicado en el jirón Chanchamayo Nº 642 en la ciudad de Tarma.

## Entrenadores
- Julio Buendía (2002)
- Pablo Camargo (2010)
- Godofredo Pacheco (2013)
- Óscar Rivera (2017)
- Miguel Morales (2018)

## Palmarés

### Torneos regionales
| Competición regional              | Títulos                                                                             | Subcampeonatos                |
| --------------------------------- | ----------------------------------------------------------------------------------- | ----------------------------- |
| Etapa Regional - Región V (0/1)   |                                                                                     | 2002.                         |
| Liga Departamental de Junín (2/0) | 2002, 2010.                                                                         |                               |
| Liga Provincial de Tarma (6/5)    | 2002, 2003, 2008, 2010, 2016, 2023.                                                 | 2007, 2013, 2015, 2018, 2024. |
| Liga Distrital de Tarma (14/4)    | 1951, 1954, 1955, 1956, 1957, 1958, 1959, 1963, 2002, 2010, 2022, 2023, 2024, 2025. | 2013, 2015, 2016, 2018.       |